# Полёт Европы
«Полёт Европы» (англ. The Flight of Europa) — бронзовая скульптура на тему греческого мифа о том, как Европа была похищена Зевсом в виде быка. Название других художественных произведений на эту тему — «Похищение Европы».
Бронзовая скульптура в стиле ар-деко создана американским скульптором Полом Маншипом в 1925 году. Копии этой работы находятся в Художественном музее Индианаполиса, Музее искусств округа Лос-Анджелес, Художественном музее Колумбуса и в Смитсоновском музее американского искусства.

## История и описание

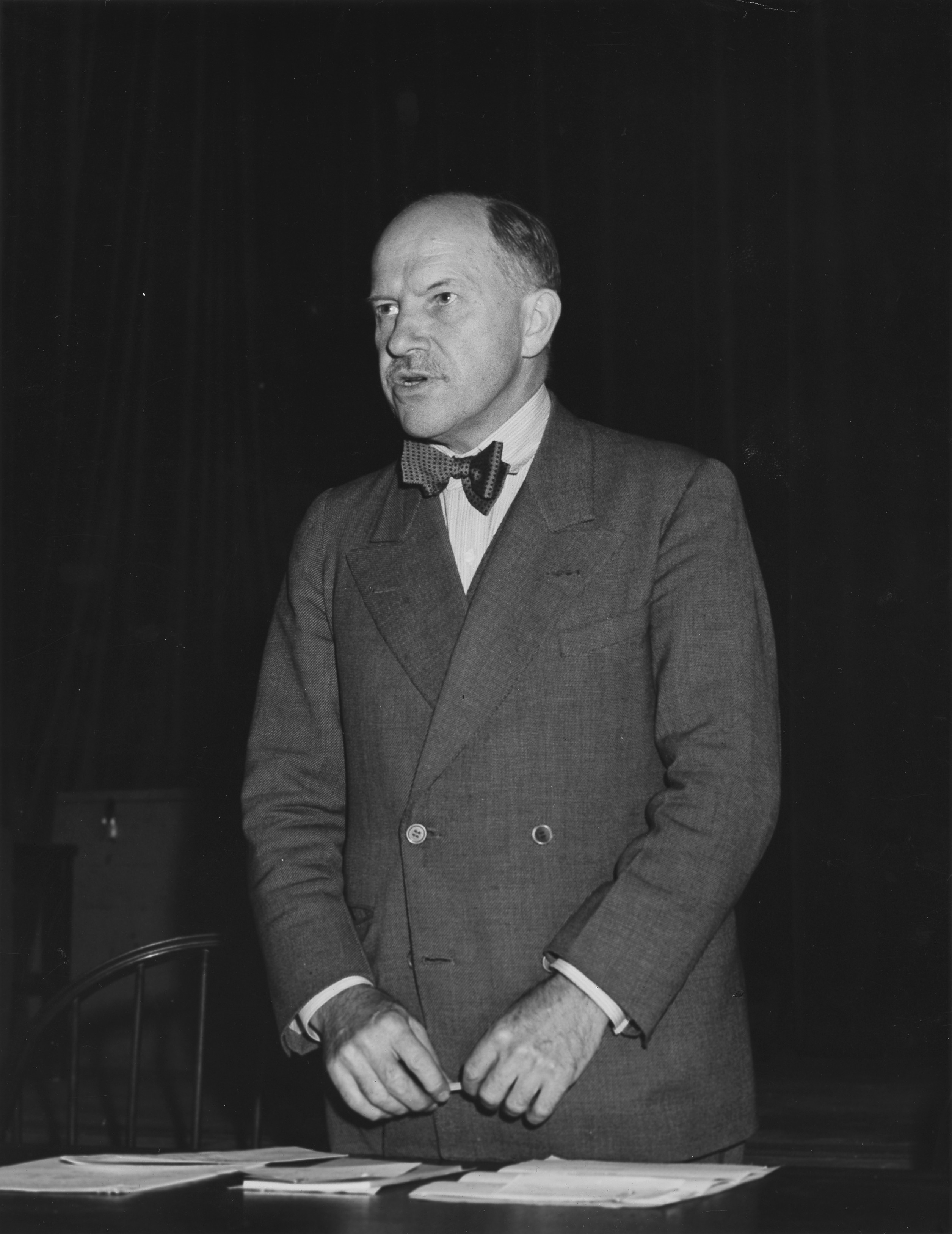
Пол Маншип, 1941 год

Вдохновлённый тицианским портретом Европы, Маншип создал три скульптуры о мифе похищения Европы, последняя из которых является самой сложной и значимой. Все работы были им созданы в Париже в начале 1920-х годов, что принесло скульптору широкое признание в качестве серьёзной фигуры в современном искусстве. Пол Маншип очень любил свои европейские скульптуры и часто дарил их сувенирные копии друзьям. Одна из таких копий была продана в 2011 году на аукционе за 458 500 долларов.
«Полёт Европы» — изящное современное изображение древнего мифа. На скульптуре бык как бы парит, полуобнажённая Европа спокойно сидит на нём спиной по направлению движения, скрестив ноги, а Амур шепчет ей что-то на ухо. Вдохновлённый фресками, которые он увидел на Крите, Маншип добавил дельфинов под быком, чтобы представить пункт назначения летящей пары. Тонкие детали фигур, которые стали отличительной чертой работ американского скульптора, можно увидеть в её волосах, гриве Зевса и крыльях Купидона. Высота статуи без основания составляет 53 см (20,75 дюйма). По меньшей мере мере один экземпляр имеет в основании надпись «P. MaNSHIP». Главная работа бронзовая, хотя некоторые копии были позолочены и в них имелись элементы из мрамора, агата и оникса.

## Другие экземпляры
Одну копию Пол Маншип передал непосредственно Смитсоновскому институту. Копия музея в Колумбусе была последней, которая была приобретена государственным учреждением. Первоначально она была передана американскому художнику Леону Кроллу, письмо Маншипа Кроллу с описанием подарка хранится в Архиве американского искусства (Archives of American Art). Копия Лос-Анджелесского художественного музея сначала была передана почитателем таланта Маншипа — Эдвину и Саре Холтер (Edwin and Sarah Holter), потомки которых хранили её в течение 70 лет, пока American Art Council и Shirley Filiatrault Trust не помогли музею в приобретении этой работы в 1998 году. Художественный музей в Индианаполисе получил свою копию в дар в 1950 году от Люси Таггарт в память о её брате Томасе Таггарте.
Увеличенная работа Пола Маншипа из бронзы находится в Голливуде и является элементом фонтана.